# Skinnaregölen, Halland
Skinnaregölen är en sjö i Halmstads kommun i Halland och ingår i Nissans huvudavrinningsområde.